# Sven Lundgren (mångkampare)
Sven Erik Gunnar Lundgren, född 17 juli 1901 i Gävle, död 30 oktober 1982 i Täby, en svensk friidrottare (mångkamp och 110 meter häck). Han tävlade för Gefle IF. Han vann SM i tiokamp år 1927, i femkamp 1928 och på 110 meter häck år 1932. Vid OS i Amsterdam 1928 kom han på fjortonde plats i tiokamp.
Sven Lundgren är begravd på Gamla kyrkogården i Gävle.